# Yémi Apithy
Yémi Geoffrey Apithy (5 april 1989) is een Benins schermer die actief is in de sabel-categorie. Tevens bezit hij de Franse nationaliteit. Yémi is de broer van Boladé Apithy, die wel onder de Franse vlag actief is.

## Biografie
Apithy werd geboren in Benin maar leerde samen met zijn broer Boladé in Frankrijk schermen, bij de "cercle d'escrime de Dijon". Ondanks zijn dubbele nationaliteit zou Yémi voor Benin uitkomen in het schermen, terwijl zijn broer Boladé voor Frankrijk koos. Door de geringe bekendheid van de sport in het Afrikaanse land behaalde Apithy zijn enige successen tot nog toe op de Afrikaanse kampioenschappen schermen. 

## Palmares
- Afrikaanse kampioenschappen schermen
  - 2014, 2015:  - sabel individueel

## Wereldranglijst
Sabel
| Jaar   | 2011 | 2012 | 2013 | 2014 | 2015 |
| ------ | ---- | ---- | ---- | ---- | ---- |
| Plaats | 165  | 57   | 180  | 40   | 34   |